# Los Angeles megye
Los Angeles megye az Amerikai Egyesült Államok legnépesebb megyéje, Kalifornia államban található. Területe nagyobb Rhode Island és Delaware államoknál. Kalifornia lakosainak több mint egynegyede e megyében él, és etnikailag az egyik legsokszínűbb megye az Egyesült Államokban. Lakosainak száma 10 014 009 fő (2020). Los Angeles megye Ventura, Kern, San Bernardino és Orange megyékkel határos. Megyeszékhelye Los Angeles, amely a második legnépesebb város az országban, és a legnépesebb város, amely teljes egészében egy államban fekszik.

## Földrajza
Az Egyesült Államok Népességnyilvántartó Hivatala szerint a megye teljes területe 12 310 km², melyből 10 510 km² szárazföld és 1790 km² (15%) víz. Folyói a Los Angeles folyó, Rio Hondo, San Gabriel folyó és a Santa Clara folyó, fő hegyvonulatai a Santa Monica Mountains és a San Gabriel Mountains. A Mojave-sivatag nyugati része, az Antelope Valley a megye északkeleti részén helyezkedik el. Los Angeles megye népességének legnagyobb százaléka a megye déli és délnyugati részén él, főként lakott területek a Los Angeles Medence, a San Fernando- és a San Gabriel-völgy. Egyéb fő lakott területek a Santa Clarita-, a Pomona-, a Crescenta- és az Antelope-völgy.
A megyét kettéosztja a San Gabriel Mountains. A megye legmagasabb csúcsai közül szinte az összes a San Gabriel Mountainsból emelkedik ki, beleértve a Mount San Antoniot (3069 m), Mount Baden-Powellt (2865 m) és a Mount Wilsont (1740 m). Több alacsonyabb hegy is található a megye északi, nyugati, és délnyugati részében, beleértve a San Emigdio Mountainst, a Tehachapi Mountains legdélibb részét és a Sierra Pelona Mountainst.

## Demográfiája
Lakosainak száma 10 014 009 fő (2020). A megye faji megosztása: 48,7% fehér, 11% afroamerikai, 0,8% őslakos-amerikai, 10% ázsiai-amerikai, 23,5% egyéb, és 4,9% két vagy több faji felmenővel rendelkezik. A lakosok 45,9%-a csak angolul beszél otthonában; 37,9%-a spanyol ajkú; 2,0%-a kínai és 1,9%-a koreai.
E megyében van a legnagyobb őslakos-amerikai lakosság mind közül.

## Népessége
A megye népességének változása:
| Lakosok száma | 3530 | 11 333 | 33 381 | 101 454 | 504 131 | 9 826 044 | 9 951 690 | 10 017 068 | 10 039 107 | 10 014 009 |
|               | 1850 | 1860   | 1880   | 1890    | 1910    | 2010      | 2012      | 2013       | 2019       | 2020       |